# 2009 год в Израиле
События 2009 года в Израиле.

## Действующие лица
- Президент Израиля — Шимон Перес
- Премьер-министр Израиля — Эхуд Ольмерт («Кадима ") до 31 марта Биньямин Нетаньяху
- Председатель Верховного суда — Дорит Бейниш
- Начальник Генерального штаба — Габи Ашкенази.
- Правительство Израиля — 31-е правительство Израиля до 31 марта, 32-е правительство Израиля

## События
- Январь — в Средиземном море у берегов Израиля открыто газовое месторождение Тамар .
- 10 февраля — В Израиле проходят выборы в Кнессет 18-го созыва . Партия «Ликуд» получила 27 мест, а «Кадима» — 28; однако правый лагерь получает большинство мест, и президент Шимон Перес призвал Биньямина Нетаньяху сформировать правительство.
- 19 марта — Бывшему президенту Израиля Моше Кацаву в суде Тель-Авива предъявлено официальное обвинение в изнасиловании и других преступлениях сексуального характера в отношении трех женщин, которые работали с ним.[1]
- 31 марта — Биньямин Нетаньяху представляет свой кабинет на Кнессете «вотум доверия». В этот день большинством в 69 голосов против 45 утверждается 32-е правительство, и его члены приносят присягу.
- 4 апреля — Официальные празднования столетия Тель-Авива открываются на площади Рабина .[2]
- 11-15 мая — Папа Бенедикт XVI посещает Израиль и палестинские территории . Во время своего визита Папа осудил отрицание Холокоста и призвал к сотрудничеству между палестинцами и израильтянами.
- 16 мая — Ноа и Мира Авад представляют Израиль на конкурсе песни «Евровидение» с песней на иврите, арабском и английском языках " Должен быть другой путь ".[3]
- 8 июня — Бывший министр финансов Авраам Хиршсон признан виновным в хищении миллионов шекелей Национальной федерации труда рабочих в период, когда он был её председателем.[4]
- 24 июня — Бывший министр финансов Авраам Хиршсон приговорен к пяти годам и пяти месяцам тюремного заключения и штрафу в размере 450 000 шекелей.
- 25 июня — На драфте НБА 2009 года израильский баскетболист Омри Касспи выбран под 23-м номером командой «Сакраменто Кингз» .[5] что сделало его первым израильтянином, выбранным в первом раунде драфта НБА. Дебютировав за «Кингз» 28 октября 2009 года, Касспи становится первым израильтянином, играющим в лиге НБА .[6]
- 13-23 июля — В XVIII Маккабиаде принимают участие 7510 спортсменов из Израиля и еврейских общин со всего мира, соревнующихся в 33 видах спорта.[7]
- 1 августа — Двое убиты и не менее пятнадцати ранены в результате стрельбы в ЛГБТ-центре «Бар-Ноар» в Тель-Авиве .
- 20 августа — Ведущий израильский телеведущий Дуду Топаз покончил жизнь самоубийством в центре заключения Ницан в Рамле, повесившись в своей тюремной камере, ожидая суда по обвинению в нападении на руководителей ведущих израильских СМИ.
- 30 августа — Эхуду Ольмерту предъявлены обвинения по трем пунктам обвинения в коррупции, и он становится первым экс- премьер-министром Израиля, которому предъявлены уголовные обвинения.[8]
- 1 сентября — Бывший министр финансов Авраам Хиршсон прибывает в тюрьму Хермон, чтобы начать отбывать пятилетний срок.
- 13 сентября — F-16A ВВС Израиля терпит крушение во время тренировочного полета над холмами южного Хеврона, в результате чего погиб пилот капитан Ассаф Рамон. Ассаф был сыном Илана Рамона, бывшего пилота F-16 и первого астронавта Израиля, погибшего в результате катастрофы космического корабля «Колумбия» .[9]
- 24 сентября — В своем обращении к Генеральной Ассамблее Организации Объединённых Наций в Нью-Йорке Нетаньяху заявил, что Иран представляет угрозу миру во всем мире и что на мировой организации лежит обязанность помешать ему получить ядерное оружие.[10][11]
- 25 сентября — В Иерусалиме начинается суд над бывшим премьер-министром Израиля Эхудом Ольмертом по обвинению в коррупции. Он первый премьер-министр Израиля, которого привлекли к суду.[12]
- 4 ноября — Операция «Четыре вида» : коммандос израильского ВМС из Шайетет 13 высаживаются на борт и захватывают грузовое судно MV Francop в восточной части Средиземного моря и его груз в сотни тонн оружия, предположительно доставленного из Исламской Республики Иран для «Хезболлы» в Ливане.
- 14 ноября — Более 1000 ультраортодоксальных евреев проводят демонстрацию возле офисов американской фирмы Intel в Израиле в знак протеста против работ, проводимых на объекте в еврейскую субботу .[13][14]
- 10 декабря — Ада Йонат получила Нобелевскую премию по химии вместе с Венкатраманом Рамакришнаном и Томасом А. Стейцем за исследования структуры и функции рибосомы, став первой израильтянкой, получившей Нобелевскую премию из девяти израильских нобелевских лауреатов[15] первая женщина с Ближнего Востока, получившая Нобелевскую премию в области наук, </link> и первая женщина за 45 лет, получившая Нобелевскую премию по химии.
- 12 декабря — Правительство Израиля принимает весьма спорный законопроект, призывающий к созданию биометрической базы данных всех граждан Израиля, которая будет содержать их отпечатки пальцев и контуры лица .[16]

### Израильско-палестинский конфликт
Наиболее известные события:
- 19 мая — Нетаньяху встречается с президентом США Бараком Обамой в Белом доме, где они обсуждают израильско-палестинский конфликт и израильские поселения на Западном Берегу . Обама считает, что решение проблемы двух государств является приоритетом, Нетаньяху отказывается поддерживать создание палестинского арабского государства и настаивает на праве Израиля продолжать строительство поселений, тогда как Обама призывает заморозить рост поселений.
- 14 июня — Через десять дней после речи президента Обамы в Каире Нетаньяху произносит речь в Университете Бар-Илан, в которой впервые поддержал «Демилитаризованное палестинское государство»[17]
- 2 октября — Израиль освобождает двадцать пленных палестинских арабок в сектор Газа, ХАМАС выпускает видеозапись, доказывающую, что израильский пленный солдат Гилад Шалит все ещё жив[18][19].
- 25 ноября — Премьер-министр Нетаньяху объявляет о десятимесячном моратории на выдачу разрешений на строительство новых домов в поселениях на Западном Берегу (за исключением восточного Иерусалима), что рассматривается как результат давления со стороны администрации Обамы[20]

Известные операции палестинских боевиков против израильских целей</br>
Израильские военные контртеррористические операции (военные кампании и военные операции), проведенные против палестинских боевиков :
- Январь и февраль — Воздушные удары по Судану[англ.] : воздушный удар в Судане и в Красном море, предположительно нанесенных ВВС Израиля против иранского оружия, контрабандой ввозимого в сектор Газа через Судан[21][22][23][24]
- Операция «Литой свинец»
  - 1 января — В результате авиаудара Израиля по городу Джабалия в секторе Газа убиты старший военный командир ХАМАС Низар Райан и шесть членов его семьи[25]
  - 3 января — Израиль начинает наземное вторжение в сектор Газа, через две недели после начала операции[26]
  - 17 января — Израиль объявляет об одностороннем прекращении огня в войне в Газе. Он вступает в силу на следующий день[27] когда ХАМАС объявляет о прекращении огня[28][29][30]
  - 21 января — Израиль завершает вывод войск из сектора Газа[31] Воздушные удары с обеих сторон продолжаются в последующие недели[32][33][34]

Операции палестинских боевиков против израильских целей
Палестинские военные действия и операции, совершенные против израильских целей:
- 27 января — палестинские арабские боевики взорвали бомбу на контрольно-пропускном пункте Киссфим (один израильский солдат был убит и трое других ранены)[35]
- 5 марта — Житель восточного Иерусалима, палестинский араб, напал на израильскую полицейскую машину и автобус на скоростной автомагистрали Менахема Бегина в Иерусалиме, используя бульдозер (ранено двое полицейских, нападавший застрелен)[36]
- 2 апреля — Нападение с топором в Бат-Аин (убит 13-летний израильский подросток Шломо Натива, ранен семилетний мальчик[37] Ответственность за нападение берут на себя организации «Исламский джихад» и Имад Мугния[38]
- 16 июня — Десять палестинских арабских террористов, принадлежащих к ячейке Аль-Каиды, совершают нападение на контрольно-пропускной пункт Карни, используя лошадей, «нагруженных» взрывчаткой. В ходе перестрелки с ЦАХАЛом убиты четверо террористов и лошади. Ни один солдат ЦАХАЛа не пострадал.

## Известные смерти
- 7 января — Яаков Банай[англ.] (род.1920), польский командир израильской организации Лехи[39]
- 26 января — Авраам Равиц (род. 1934), израильский политик, депутат Кнессета (1988—2009)
- 1 февраля — Арье Левави[англ.](род. 1912), израильский государственный служащий русского (литовского) происхождения, посол в Аргентине на момент пленения Адольфа Эйхмана[40]
- 5 февраля — Раафи Персиц (род. 1934), шахматист[41]
- 5 февраля — Ной Вайнберг[англ.] (род. 1930), израильский раввин американского происхождения, основатель организации Эш ха-Тора[англ.][42]
- 20 февраля —Шрага Вайль[англ.] (род. 1918), израильский художник чехословацкого происхождения[43]
- 21 февраля — Илья Пятецкий-Шапиро (род. 1929), израильский математик советского происхождения[44]
- 8 марта — Дауд Турки[англ.] (род. 1927), израильский арабский поэт-коммунист и политический деятель, осужден за государственную измену.
- 26 апреля — Саламо Арух (род. 1923), израильский боксер греческого происхождения, переживший Холокост[45]
- 29 апреля — Моше Вайнфельд[англ.](род. 1925), польский профессор Еврейского университета в Иерусалиме[46]
- 9 мая — Менди Родан (род. 1929), израильский дирижёр, композитор и скрипач румынского происхождения[47]
- 20 мая —Иегошуа Зеттлер[англ.] (род. 1917), боец израильского сопротивления (Лехи)[48]
- 25 мая — Амос Илон[англ.](род. 1926), израильский писатель и журналист австрийского происхождения[49]
- 25 мая — Эфраим Кацир (род. 1916), израильский биохимик и политик российского (украинского) происхождения, 4-й Президент Израиля (1973—1978)[50]
- 26 июня —Джо Амар[англ.] (род. 1930), израильский певец марокканского происхождения[51]
- 26 июня — Амнон Капелюк (род. 1930), израильский журналист и писатель[52]
- 15 июля — Авраам Ахитув (род. 1930), уроженец Германии, руководитель израильской разведки, директор ШАБАК (1974—1980)
- 17 июля — Меир Амит (род. 1921), израильский генерал-майор и политик[53]
- 4 августа — Амос Кейнан (род. 1927), израильский обозреватель, художник, скульптор, драматург и писатель
- 8 августа — Иегуда Коэн[англ.](род. 1914), судья Верховного суда Израиля.[54]
- 10 августа — Йосеф Тамир (род. 1915), израильский политик и активист-эколог российского (украинского) происхождения, депутат Кнессета (1965—1981)[55]
- 20 августа — Дуду Топаз (род. 1946), израильский актёр, покончил жизнь самоубийством[56]
- 7 сентября — Раанан Наим[англ.] (род. 1935), израильский политик ливийского происхождения, депутат Кнессета (1981—1984)[57]
- 7 октября —Мони Фанан[англ.](род. 1946), менеджер израильской баскетбольной команды[58]
- 7 октября — Шломо Лоринц (род. 1918), израильский политик венгерского происхождения
- 2 ноября — Амир Пнуэли (род. 1941), израильский учёный-компьютерщик, лауреат премии Тьюринга[59]
- 12 ноября —Эмануэль Зисман[англ.] (род. 1935), израильский политик болгарского происхождения, депутат Кнессета (1988—1999)[60]
- 14 ноября — Моше Гидрон[англ.] (род. 1925), генерал-майор ЦАХАЛа[61]
- 23 декабря — Айк Аронович[англ.](род. 1923), уроженец Данцига, в период мандата был капитаном кораблей нелегальных иммигрантов Исход и Pan York (кибуц Галуйот)[62]

## Основные государственные праздники
- Десятое тевета — 6 января (от рассвета до ночи).
- Ту би-Шват — с ночи 8 февраля до ночи 9 февраля.
- Пост Эстер — 9 марта (от рассвета до ночи).
- Пурим — с ночи 9 марта до ночи 10 марта.
- Шушан Пурим (Иерусалим) — с ночи 10 марта до ночи 11 марта.
- Благословение солнца — восход солнца 8 апреля (происходит раз в 28 лет).
- Пост Первенцев — 8 апреля (от рассвета до заката).
- Песах и Холь ха-Моэд Песах — от заката 8 апреля до наступления темноты 15 апреля (7-й день) (дополнительный день отмечается за пределами Израиля)
- День памяти жертв Холокоста — с ночи 20 апреля до ночи 21 апреля.
- День памяти павших воинов — с ночи 27 апреля до ночи 28 апреля.
- День независимости Израиля — с ночи 28 апреля до ночи 29 апреля.
- Лаг ба-Омер — с ночи 11 мая до ночи 12 мая.
- День Иерусалима — с ночи 21 мая до ночи 22 мая.
- Шавуот — от заката 28 мая до заката 29 мая (второй день отмечается за пределами Израиля)
- Семнадцатое таммуза — 9 июля (от рассвета до ночи).
- Пост девятого Ава — от заката 29 июля до ночи 30 июля.
- Рош ха-Шана — от заката 18 сентября до ночи 20 сентября.
- Пост Гедалии — 21 сентября (от рассвета до ночи).
- Йом-кипур — от заката 27 сентября до ночи 28 сентября.
- Суккот и Холь ха-Моед Суккот — от заката 2 октября до заката 9 октября.
- Симхат Тора / Шмини Ацерет — от заката 9 октября до наступления темноты 10 октября (второй день отмечается за пределами Израиля)
- Ханука — с ночи 11 декабря до ночи 19 декабря.
- Десятое тевета — 27 декабря (от рассвета до ночи).